# František Hájek (voják)
František Hájek (21. listopadu 1894, Liberec – 28. února 1943, Londýn) byl československý důstojník, přednosta Druhého oddělení HŠ a účastník zahraničního protinacistického odboje. Byl otcem Otomara Hájka, matematika, který byl známý svými příspěvky k dynamickým systémům, Teorie her a teorii řízení.[zdroj?]

## Život

### Mládí
Narodil se 21. listopadu 1894 v Liberci. Absolvoval nižší německou reálku a obchodní akademii, kde v roce 1914 maturoval. 26. října nastoupil jako jednoroční dobrovolník u c. k. střeleckého pluku v Čáslavi. V letech 1914 až 1915 absolvoval důstojnickou školu. Bojoval v I. sv. válce, kde byl dvakrát raněn. 6. července 1916 padl do ruského zajetí. Přes zajatecký tábor v Carycinu vstoupil 1. srpna 1917 do legií. Po absolvování důstojnického kurzu byl odeslán k čs. legiím ve Francii. 14. listopadu 1917 byl v Cognacu dočasně přidělen k pěšímu pluku, poté až do návratu do Československa působil u 21. čs. střeleckého pluku, se kterým bojoval na západní frontě. Mezitím též absolvoval důstojnickou školu a kurz pro velitele rot.

### První republika
Do Československa se vrátil 4. ledna 1919 v hodnosti nadporučíka. Nastoupil na velitelství 21. střeleckého pluku v Praze a od 7. února do 30. března působil jako pobočník náčelníka vojenské mise v Budapešti. V letech 1919 až 1921 sloužil v Milovicích, Karlových Varech, Znojmě, v pohraničním úseku v Karlových Varech, v Plzni, v Nitře a Dobřanech. V tomto období absolvoval II. kurs školy generálního štábu.
Od 3. listopadu 1920 se v hodnosti štábního kapitána stal posluchačem II. ročníku Válečné školy v Praze. Po jejím absolvování v roce 1922 nastoupil k velitelství I. horské brigády v Ružomberku. Do roku 1929 zde prošel řadou velitelských funkcí. Od 30. listopadu 1929 do 29. září 1930, již v hodnosti majora působil jako přednosta zahraniční skupiny II. oddělení hlavního štábu MNO. Od roku 1930 do roku 1935 působil ve funkci vojenského atašé v Jugoslávii. Odtud se vrátil v hodnosti podplukovníka a 3 měsíce působil jako velitel praporu u 5. pěšího pluku v Praze. 1. ledna 1936 byl povýšen do hodnosti plukovníka.
Od 2. ledna 1936 do 10. ledna 1939 působil ve funkci přednosty 2. oddělení Hlavního štábu v Praze. V této funkci se od roku 1937 spolupodílel na přípravách k přenesení zpravodajské služby do zahraničí. Funkci přednosty opustil na německý nátlak. Od 14. ledna 1939 byl jmenován vojenským atašé v Nizozemsku. Ve funkci přednosty 2. oddělení ho nahradil plukovník František Moravec.

### V exilu
Po okupaci Čech a Moravy se přesunul do Londýna, kde se snažil spolupracovat s plukovníkem Moravcem a jeho skupinou. Po prudkých sporech, při kterých mu Moravec dal najevo nadbytečnost a vyčetl přílišnou pasivitu opustil Anglii a vstoupil do Cizinecké legie. V řadách legie sloužil v Sidi-bel-Abbès do 10. září 1939. Poté byl pověřen zatímním velením čs. zahraniční armády v Agde. Po pádu Francie byl evakuován do Anglie. V letech 1940 až 1942 působil z pověření britské vlády v Turecku a Indii.
Z pověření čs. exilové vlády měl nastoupit jako vojenský atašé u norské exilové vlády. Při cestě do zaměstnání spadl při naskakování z trolejbusu. Způsobil si frakturu lebky a na následky tohoto zranění 28. února 1943 zemřel.[zdroj?]

## Památky
Pamětní deska s jeho jménem je umístěna na budově GŠ AČR v Praze, jeho jméno je také na pomníku před sídlem MO ČR v Praze a na pamětním kamenu na Cestě Svobody u nového pomníku prezidenta Wilsona ve Vrchlického sadech. Urna je při hrobech rodiny Makovických na hřbitově v Ružomberku [Slovensko].

## Vyznamenání
- Československý válečný kříž 1914–1918(čs)
- Československá revoluční medaile(čs)
- Československá medaile Vítězství (čs)
- Řád čestné legie, VI. třída – Officier (fr.)
- Řád čestné legie, V. třída - Chevalier (fr.)
- Croix de guerre
- Médaille Commémorative française de la Grande guerre (fr.)
- La Médaille de Verdun (fr.)
- Řád bílého orla, III. třída (jug.)
- Řád bílého orla, IV. třída (jug.)
- Řád jugoslávské koruny, III. třída (jug.)
- Řád svatého Sávy, IV. třída (jug.)
- Řád rumunské koruny, III. stupeň (rum.)
- Řád rumunské koruny, IV. stupeň (rum.)
- Ordinul Steaua României eu spade in gradul Comandor cu paglica : de Virtute Militara - IV. stupeň (rum.)
- Kříž komandéra Řádu Fénixe (řecký)
- Stříbrný kříž řádu San Sauveur (řecký)
- Komandér řádu Oranje-Nassau (hol.)
- Komandér řádu Nichan Iftikar (tuniský)
- La Croce al Merito di Guerra (it.)
- Pamětní medaile československé armády v zahraničí se štítky Francie a Velká Británie
- Československý válečný kříž 1939 in memoriam
- Československá medaile za zásluhy II. stupně